# Esposizione a pubblica fede
L'esposizione a pubblica fede, nel diritto italiano, appartiene al novero delle cosiddette aggravanti speciali (o specifiche), nel senso che essa può essere applicata soltanto a determinati reati tassativamente indicati previsti dalla legge.

## Descrizione
È un'aggravante che si configura in relazione alla situazione in cui si trova il bene oggetto di sottrazione in quanto scatta ogni qualvolta le cose di cui l'agente intende impossessarsi illegalmente si trovano esposte, per necessità, consuetudine o destinazione, alla pubblica fede.
Con la formula "esposizione a pubblica fede" il Legislatore vuole indicare l'affidamento che il proprietario di un bene ripone (o è tenuto a riporre) nella coscienza civile dei consociati, trovandosi costretto (per necessità, destinazione dei beni, consuetudine sociale) a dover lasciare i propri oggetti nella piena disponibilità della collettività (ad esempio l'auto o il motociclo parcheggiati nelle pubbliche vie, i prodotti da banco nei supermercati, ecc.).
Tale aggravante, in tal senso, trova dunque ragione di esistere nel fatto che ogni violazione di tale affidamento crea gravi danni alla più generale fiducia nel prossimo e dunque in generale nella ordinaria e pacifica convivenza tra i consociati.

## Normativa
In particolare, per espressa menzione dell'art.625 c.p., costituisce una tipica aggravante del reato di furto ma trova, altresì, applicazione per il reato di danneggiamento doloso (art.635 cpv n°3 c.p.)
Inoltre ha la caratteristica di far lievitare la pena del reato base in maniera autonoma rispetto al classico aumento di 1/3 previsto dalle aggravanti comuni.